# Jesús Lossada Rondón
Jesús Lossada Rondón, conocido como el «Gordo Lossada» (1931-1997), fue un periodista venezolano que cubrió para el diario El Nacional la fuente presidencial en el Palacio de Miraflores durante tres décadas. 
Sus columnas «Torre de control» y «Miraflores a la vista», son consideradas esenciales en la historia del periodismo venezolano del siglo XX. Fue reconocido en 1970 con el Premio Nacional de Periodismo, en su categoría de «Mejor reportero o redactor».
En 1977 recibió la Orden Francisco de Miranda en su segunda clase.
Durante una década la sala de prensa de Miraflores llevó su nombre. 